# Neumühle (Weidelbach)
Neumühle ist ein Gemeindeteil der Großen Kreisstadt Dinkelsbühl im Landkreis Ansbach (Mittelfranken, Bayern). Neumühle liegt in der Gemarkung Weidelbach.

## Geographie
Die Einöde liegt am Veitsgraben, einem rechten Zufluss der Zwergwörnitz, und ist unmittelbar von Acker- und Grünland mit vereinzeltem Baumbestand umgeben. Im Südwesten erhebt sich der Eierberg. Ein Anliegerweg führt zu einer Gemeindeverbindungsstraße (0,2 km nördlich), die nach Weidelbach zur Kreisstraße AN 42 (0,4 km nordöstlich) bzw. nach Veitswend verläuft (1,8 km südwestlich).

## Geschichte
Neumühle lag im Fraischbezirk des ansbachischen Oberamtes Feuchtwangen. Sie gehörte zur Realgemeinde Weidelbach. Die Grundherrschaft des Anwesens hatte das Ämtlein Weidelbach des Deutschen Ordens inne. Von 1797 bis 1808 unterstand der Ort dem Justiz- und Kammeramt Feuchtwangen.
Im Jahr 1809 wurde Neumühle infolge des Gemeindeedikts dem Steuerdistrikt und der Ruralgemeinde Weidelbach zugeordnet. Am 1. Mai 1978 wurde Neumühle im Zuge der Gebietsreform in Bayern nach Dinkelsbühl eingegliedert.

## Einwohnerentwicklung
| Jahr      | 001818 | 001840 | 001861 | 001871 | 001885 | 001900 | 001925 | 001950 | 001961 | 001970 | 001987 |
| Einwohner | 3      | 8      | 11     | 11     | 10     | 8      | 5      | 6      | 8      | 6      | 6      |
| Häuser    | 1      | 2      |        |        | 2      | 2      | 1      | 1      | 1      |        | 2      |
| Quelle    | [ 10 ] | [ 11 ] | [ 12 ] | [ 13 ] | [ 14 ] | [ 15 ] | [ 16 ] | [ 17 ] | [ 18 ] | [ 19 ] | [ 1 ]  |

## Religion
Der Ort ist seit der Reformation evangelisch-lutherisch geprägt und bis heute nach St. Ulrich (Weidelbach) gepfarrt. Die Katholiken sind nach St. Georg (Dinkelsbühl) gepfarrt.